# Faculté de philosophie, lettres et sciences humaines de l'université de São Paulo
La faculté de Philosophie, Lettres et Sciences humaines (portugais: Faculdade de Filosofia, Letras e Ciências Humanas, FFLCH) est une unité de l'université de São Paulo, au Brésil. La faculté offre des cours de premier cycle et des cycles supérieurs en philosophie, sciences sociales, histoire, géographie, littérature, langues et linguistique. L'institution a été fondée en 1934 sous le nom de faculté de Philosophie, Sciences et Lettres (Faculdade de Filosofia, Ciências e Letras, FFCL),,,. 

## Organisation
La faculté offre actuellement cinq cours de premier cycle — histoire, géographie, sciences sociales, philosophie et lettres — qui sont organisés en onze départements : 
- anthropologie ;
- science politique ;
- sociologie ;
- philosophie ;
- géographie ;
- histoire ;
- lettres classiques et vernaculaires ;
- lettres modernes ;
- lettres orientales ;
- linguistique ;
- théorie littéraire et littérature comparée.

## Professeurs émérites (professor emérito)
- 1964 : Fernando de Azevedo[6]
- 1965 : Milton Camargo da Silva Rodrigues
- 1966 : Mário Pereira de Souza Lima
- 1966 : Ernest Gustav Gotthelf Marcus
- 1966 : Antonio Candido de Mello e Souza
- 1981 : José Ribeiro de Araújo Filho
- 1982 : Antonio Augusto Soares Amora
- 1985 : Isaac Nicolau Salum
- 1985 : Florestan Fernandes
- 1987 : Azis Simão
- 1987 : Segismundo Spina
- 1989 : Egon Schaden
- 1990 : Maira Isaura Pereira de Queiroz
- 1992 : Fernando Henrique Cardoso
- 1993 : Donald Pierson
- 1994 : Oracy Nogueira
- 1994 : Eduardo d'Oliveira França
- 1997 : Milton Santos
- 1997 : Pasquale Petrone
- 1997 : Octavio Ianni
- 1998 : José Arthur Gianotti
- 1998 : Ruy Fausto
- 1998 : Bento Prado de Almeida Ferraz Junior
- 1998 : Leyla Perrone-Moisés
- 1999 : Gilda de Mello e Souza
- 1999 : Emilia Viotti da Costa
- 2000 : Aziz Nacib Ab'Saber
- 2001 : João Baptista Borges Pereira
- 2001 : José Aderaldo Castello
- 2001 : Oswaldo Porchat de Assis Pereira da Silva
- 2001 : Boris Schnaiderman
- 2001 : Décio de Almeida Prado - posthume
- 2002 : Eunice Ribeiro Durham
- 2003 : Paula Beiguelman
- 2003 : Carlos Augusto de Figueiredo Monteiro
- 2003 : José Pereira de Queiroz Neto
- 2003 : José Sebastião Witter
- 2006 : Fernando Antonio Novais
- 2008 : Ulpiano Toledo Bezerra de Meneses
- 2008 : Francisco Maria Cavalcanti de Oliveira
- 2008 : José de Souza Martins
- 2009 : Alfredo Bosi
- 2009 : Marlyse Madeleine Meyer
- 2009 : Carlos Guilherme Santos Serôa da Mota
- 2010 : Dino Fioravante Preti
- 2010 : Lux Boelitz Vidal
- 2010 : Sedi Hirano
- 2011 : Walnice Nogueira Galvão
- 2011 : Davi Arrigucci Júnior
- 2011 : Gabriel Cohn
- 2012 : Maria Lígia Coelho Prado
- 2013 : Ataliba Teixeira de Castilho
- 2013 : Maria Odila Leite da Silva Dias
- 2013 : Francisco Corrêa Weffort
- 2014 : Maria de Lourdes Monaco Janotti
- 2015 : Anita Waingort Novinsky
- 2017 : Marilena Chauí